# Sphaerocera breviradiata
Sphaerocera breviradiata är en tvåvingeart som beskrevs av Papp 1978. Sphaerocera breviradiata ingår i släktet Sphaerocera och familjen hoppflugor. Inga underarter finns listade i Catalogue of Life.